# Oussama Mahmoud Snoussi
Osama Mahmoud Snusi (in arabo سامة محمود السنوسي‎?; 25 febbraio 1997) è un judoka tunisino.

## Palmarès
- Campionati africani

Libreville 2015: bronzo nei -90kg;
Tunisi 2016: bronzo nei -90kg;
Antanarivo 2017: oro nei -90kg;
Tunisi 2018: argento nei -90kg.
- Giochi africani

Brazzaville 2015: argento nei -90kg.
- Campionati africani junior:

2014: argento nei -81kg.
Sharm El Sheikh 2015: oro nei -90kg.
Casablanca 2016: oro nei -90kg.